# ديفيد بريونز
ديفيد بريونز (بالإنجليزية: David Briones)‏ هو محامي وقاضي أمريكي، ولد في 1943 في إل باسو في الولايات المتحدة.